# علی‌آباد کنار شهر
علی‌آباد کنار شهر، روستایی است از توابع بخش بهاران شهرستان گرگان در استان گلستان ایران. این روستا دارای جمعیتی بالغ بر ۱۴۱۰ نفر و ۴۱۰ خانوار میباشد.

## جمعیت
این روستا در دهستان استرآباد شمالی قرار داشته و براساس سرشماری سال ۱۳۸۵جمعیت آن ۱٬۱۸۰نفر (۲۹۱خانوار) بوده است.